# Chonas-l'Amballan
Chonas-l'Amballan è un comune francese di 1 575 abitanti situato nel dipartimento dell'Isère della regione dell'Alvernia-Rodano-Alpi.

## Società

### Evoluzione demografica
Abitanti censiti